# أسلام أباد (شيروان)
أسلام أباد (بالفارسية: اسلام‌آباد) هي مستوطنة تقع في إيران في قسم شیروان الريفي. يقدر عدد سكانها بـ 49 نسمة .